# 永遠ズ語リ 〜少女凌辱秘抄〜
『永遠ズ語リ 〜少女凌辱秘抄〜』（とわずがたり 〜しょうじょりょうじょくひしょう〜）は2006年12月8日に有限会社セルワークスのブランドであるMarryBellより発売された日本の18禁アドベンチャーゲーム。

## 概要
2006年12月8日にダウンロード版が先行して発売され、翌週の12月15日にパッケージ版が発売された。パッケージ版の発売日と同日にpix-pc.netの会員限定でシーン追加ファイルが公開され、これを組み込むことで「良子アフター：遊園地淫戯 〜CUPでFUCK〜」が愉しめる。

## 登場人物
霧野 良子（きりの りょうこ）
声：このかなみ
怪魔を退治する祓魔（ふつま）の力を持つ祓魔師（デリーター）。所属する修道会の命令で、学園に潜伏しているとされる怪魔を探し出すために私立志乃原学園に新任の古文の教師として着任した。5年前に両親と弟を怪魔に惨殺され、自身も重傷を負った過去を持つ。
二生 紗霧（にしょう さぎり）
声：中家志穂
私立志乃原学園特進科理系コースの2年生。成績優秀で試験では常に学年トップをキープしている。無口で愛想は良くないが、残灰人に想いを寄せる普通の少女の一面も持つ。両親を3年前に交通事故で亡くしており、伯父の家に身を寄せている。
ロベルト・シャルゥ
私立志乃原学園の英語教師で、2学年の学年主任と生活指導教官を兼務しているアメリカ育ちのフランス人。その実は修道会に所属する司祭で催眠暗示や記憶操作といった法術に長けており、学園関係者全員の記憶を操作して自身を実際は3ヶ月のところを長年勤務しているベテラン教員と刷り込ませている。
残 灰人（のこり はいと）
私立志乃原学園普通科の2年生。半年程前に転校してきたばかりであるが、その柔和な人柄と剣道の腕前から剣道部の主将に抜擢された。志乃原学園の規則で特進科に転入は出来ないために普通科にいるものの、トップクラスの成績を誇る。
佐保 猛（さほ たける）
私立志乃原学園特進科理系コースの2年生で、紗霧のクラスメイト。学生会会長で学業の成績も優秀ではあるが、成績トップの座を紗霧に奪われているために紗霧のことを忌々しく思っている。表向きは人当たりの良い人物を装っているが、その本性は傲慢かつ陰湿で学園の不良を束ねて好き放題している。
佐保 勝（さほ まさる）
私立志乃原学園スポーツ特待科の1年生。空手部に所属しており、人間離れした巨体の持ち主。紗霧のことを一方的な好意を持っており執着している。佐保猛の異母弟で、兄には服従している。

## 用語解説
怪魔
「魔」あるいは「怪奇」が有形で発生した現象で、邪念に憑かれ人に災いをもたらす存在。人に化けることができ普段は人間社会に潜みこんでいるが、破壊衝動や食人衝動などに囚われその凶悪な本性を晒す際に醜悪な化け物の姿の実態をあらわにする。
修道会
怪魔を退治する祓魔師や法術に長ける司祭といった特殊能力を持った人材を多く抱える、17世紀にヨーロッパで結成され現在は世界各地に支部を持つ秘密結社。怪魔から人々や社会を人知れず護っている善意の組織に見えるが、その実態には謎が多い。
司祭
修道会に所属している司祭は身体能力は普通の人間とさほど変わらないが、多彩な法術を使いこなせる。またそれとは別に、己の精を女性に注ぐことでその女性の身体能力や五感を強化し祓魔の力を付与させる能力を持つ。
私立志乃原学園
都心のベッドタウンとして発展したS県T市に立地し、長い歴史をもった伝統校。全学生数は約1000人で、普通科の他に特進科とスポーツ特待科が併設されている。

## スタッフ
- 企画・シナリオ：かすか量
- 原画：かねみゃ〜